# Псевдобрукіт

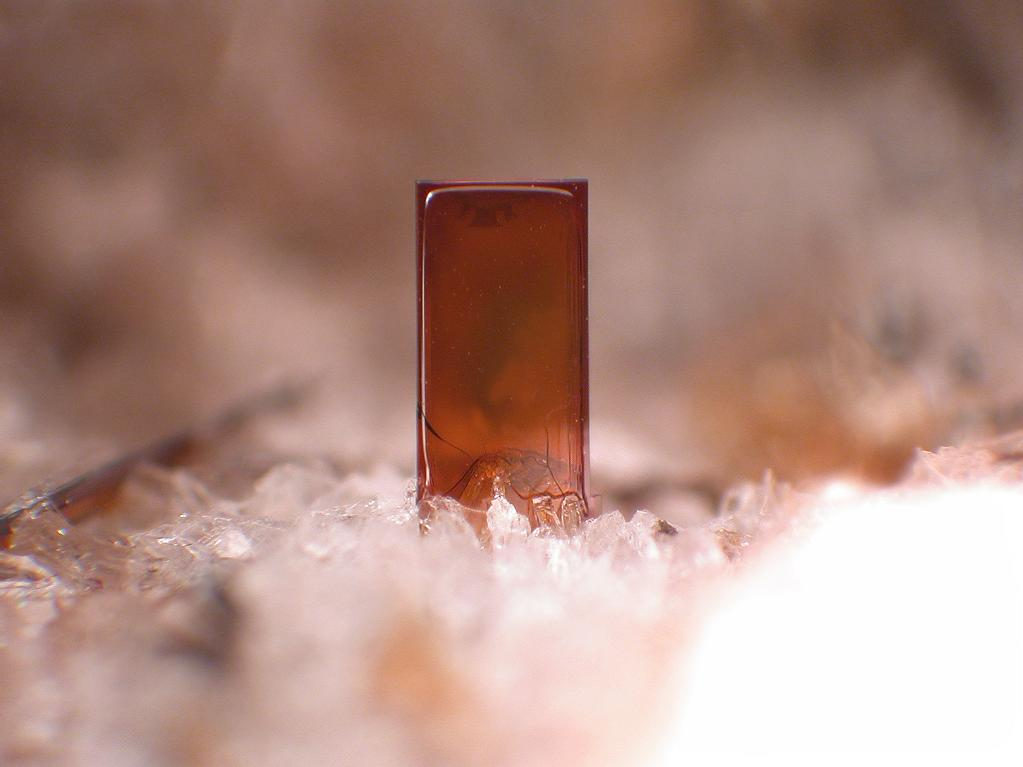
Псевдобрукіт

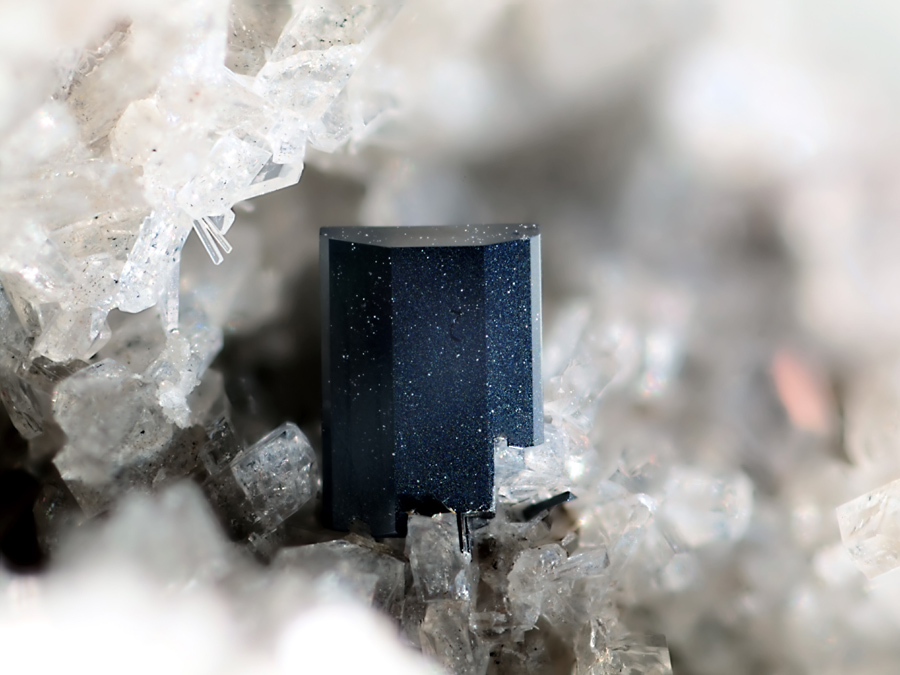
Псевдобрукіт

Псевдобрукіт — мінерал, складний оксид заліза і титану.

## Етимологія та історія
Псевдобрукіт був вперше знайдений у 1878 році в Магурі Уроїулуй поблизу Урой (Арані) в румунському районі Хунедоара та був описаний Анталом Кохом (1843-1927), який назвав мінерал із грецьким суфіксом слова ψευδ~, що означає "неправильний, підроблений, прикинувся".

## Загальний опис
Хімічна формула:
- 1. За Є. Лазаренком: (Fe3+)2TiO5.
- 2. За «Fleischer's Glossary» (2004): Fe2(Ti, Fe)O5, або Fe3+,Fe2+)2(Ti, Fe2+)O5

Містить (%): Fe2O3 — 57,1; TiO2 — 42,9. Домішки: MgO, SiO2.
Сингонія ромбічна. Ромбо-дипірамідальний вид.
Спайність по (010). Таблитчастий, іноді видовжено-призматичний або нитковидний.
Густина 4,39.
Твердість 6-6,5.
Колір темно-коричневий до чорного в масивних агрегатах.
Блиск металічний, алмазний. Злам нерівний до напівраковистого.
Риса червонувато-коричнева.
Знайдений в порожнинах магматичних порід на Везувії (Італія), в Кратер-Лейк (штат Каліфорнія, США), в базальтах Гессена (ФРН), в порожнинах андезитів Румунії. Часто зустрічається у похованих титано-цирконієвих розсипах в Україні. Відносно рідкісний.